# 少毛伏黄芩
少毛伏黄芩（学名：Scutellaria playfairi var. procumbens）为唇形科黄芩属下的一个变种。变种名procumbens意为平卧的。